# Cour d'appel de Grenoble
La cour d'appel de Grenoble connaît les affaires venant des tribunaux de sa circonscription qui s'étend sur les départements des Hautes-Alpes, de la Drôme et de l'Isère.

## Tribunaux du ressort
| -            | 5 tribunaux de grande instance         | 7 tribunaux d'instance                    | 6 conseils de prud'hommes              | 5 tribunaux de commerce |
| ------------ | -------------------------------------- | ----------------------------------------- | -------------------------------------- | ----------------------- |
| Hautes-Alpes | - Gap                                  | - Gap                                     | - Gap                                  | - Gap                   |
| Drôme        | - Valence                              | - Montélimar - Romans-sur-Isère - Valence | - Valence                              | - Romans-sur-Isère      |
| Isère        | - Bourgoin-Jallieu - Grenoble - Vienne | - Bourgoin-Jallieu - Grenoble - Vienne    | - Bourgoin-Jallieu - Grenoble - Vienne | - Grenoble - Vienne     |

Le ressort est étendue à la cour d'appel de Chambéry pour le contentieux technique et général de la sécurité sociale et d'admission à l'aide sociale.